# Isaac Todd (navire)
Ne doit pas être confondu avec Isaac Todd.
L'Isaac Todd est un navire construit en 1811 au Québec pour John McTavish un partenaire dans la Compagnie du Nord-Ouest (CNO). Il est ainsi nommé pour honorer le célèbre commerçant de fourrures, Isaac Todd. Une de ses premières missions en 1813 est de se rendre à Fort Astoria sur la côte ouest-américaine pour y anéantir la compétition américaine dans la traite des fourrures sur le fleuve Columbia. Mais, quand il arrive à Fort Astoria, la CNO a déjà acheté le fort aux Américains. L’endroit est renommé Fort George. Puis, l'Isaac Todd traverse l’océan Pacifique pour faire du commerce avec la Chine, avant de retourner en Angleterre. En 1821, il sombre dans la péninsule de la Gaspésie alors qu’il transporte marchandises et passagers.

## Histoire

### Les débuts
Construit à Trois-Rivières en 1811, l’Isaac Todd fait son premier voyage partant du Canada en direction de l’Angleterre à une date imprécise, mais « le navire a effectué les formalités douanières avec une cargaison de retour quelque part entre le 5 octobre 1811 et le 5 janvier 1812. »  p. 591. Le navire apparaît pour la première fois dans le Lloyd’s Register (en) de Londres en 1812 : le capitaine nommé est Frazer Smith et le propriétaire est McTavish & Co. qui est partenaire dans la compagnie de traite de fourrures, la Compagnie du Nord-Ouest (CNO) p. 568. Le 18 août de la même année, l’Isaac Todd quitte Montréal avec une cargaison équivalant à un an de fourrures, passant par le port de Québec en direction de l’Angleterre. Il s’agit du deuxième des deux voyages de l’Isaac Todd fait depuis le Québec. Pendant ce temps, à son assemblée annuelle tenue à Fort William à l’été de 1812, la CNO décide d’établir un poste de traite de fourrure à l’embouchure du fleuve Columbia sur la côte ouest-américaine. Pour cela, il leur faut détruire la position de la Pacific Fur Company à cet endroit p. 243.
En 1813, l’Isaac Todd est le bateau choisi pour remplir cette mission. Le navire est alors préparé par la firme londonienne Fraser, McGillivrays & Company p. 248 pour le long voyage de deux ans prévu par la CNO : le navire partira de l’Europe jusqu’à la côte ouest-américaine pour établir un poste de traite, puis se rendra en Chine pour commencer le commerce avec elle et enfin, retournera en Angleterre.
Comme le 4 février 1812 le capitaine Frazer Smith avait reçu une lettre de marque du gouvernement anglais, cela permet à la CNO d’armer l’Isaac Todd de vingt canons. En plus de l’aménagement pour l’armement, les modifications au bateau comprennent plusieurs choses : le scellage et le calfeutrage du navire sont refaits, de nouveaux cordages, câbles et toiles sont fournis. De plus, la CNO est aussi assurée d’une protection navale de l’Angleterre jusqu’au fleuve Columbia p. 570.

Navires dans le port de Portsmouth, 1825

En février 1813, le navire se déplace de Londres à Portsmouth (Angleterre) d’où il partira pour franchir l’océan Atlantique. Chaque mois de mars, un convoi atlantique part de cet endroit. L’Isaac Todd rejoint donc ce groupe de quarante navires marchands qui sont accompagnés d’une escadre dans laquelle se trouve le en:HMS Phoebe qui l’accompagnera jusqu’à Columbia.

### Le voyage de circumnavigation de l’Isaac Todd

#### Océan Atlantique
Un mois plus tard, le 23 mars, l'Isaac Todd quitte Portsmouth, avec comme capitaine Frazer Smith. Donald McTavish responsable de l’expédition est accompagnée par John McDonald de Garth. Dans le but de protéger le bateau contre les menaces ennemies, l’Isaac Todd est escorté par le navire de la marine royale britannique, le HMS Phoebe p. 573, une frégate de trente-six canons commandée par le capitaine Hillyar « qui avait ordre d’escorter l’Isaac Todd et d’anéantir toute installation américaine dans la région du fleuve Columbia » .
L’Isaac Todd navigue via Madère et en mai 1813, il franchit la ligne de l'équateur pour atteindre Rio de Janeiro, au Brésil le mois suivant. À Rio de Janeiro, deux autres bateaux de la Royal Navy de l'Angleterre se joignent à eux, le HMS Racoon et le HMS Cherub et ce, dans le but d’augmenter la protection de l’Isaac Todd contre les navires de guerre américains de la côte ouest. Les quatre bateaux quittent Rio de Janeiro le 6 juillet de la même année pour contourner le cap Horn, les capitaines s’étant donné rendez-vous à la prochaine étape, l’archipel Juan Fernández dans l’océan Pacifique s’il leur arrivait d’être séparés pendant le trajet.
En passant le cap Horn, la petite flotte essuie de nombreuses et violentes tempêtes. Cela prend près d’un mois aux navires de guerre pour traverser la région du cap Horn p. 249 pendant que l’Isaac Todd dévie de la route et se retrouve seul en mer.

#### Océan Pacifique
Le 11 septembre 1813, les navires de guerre  arrivent à l’archipel Juan Fernández dans l’océan Pacifique au large des côtes du Chili. L’Isaac Todd n’est pas au rendez-vous. Après avoir attendu le navire pendant une semaine, le HMS Racoon part en direction de Fort Astoria pour remplir la mission de déloger les Américains à cet endroit pendant que le  HMS Phœbe and le  HMS Cherub partent à la recherche du USS Essex, bateau américain qui capture des baleiniers britanniques dans les îles Galápagos au large des côtes péruviennes.
De son côté, poussé hors de sa course, l’Isaac Todd lutte contre les tempêtes. Les déplacements du navire sont flous pour cette portion de voyage. Ce qui est connu, c’est qu’il a été vu au large de La Plata (Argentine) le 23 juillet 1813 p. 577 et qu’il manque le rendez-vous de septembre 1813 aux îles Juan Fernández. Il arrive donc dans ces îles à une date inconnue, puis il poursuit sa route en suivant le trajet des baleiniers en direction des îles Galápagos.
En janvier 1814, l’Isaac Todd fait escale à Monterey (États-Unis) puis rejoint le HMS Racoon dans la baie de San Francisco afin de l’aider dans ses réparations et de se ravitailler p. 579. Donald McTavish, le chef de l’expédition, en profite pour acheter des provisions de toutes sortes ainsi que du bétail vivant pour l’établissement sur le fleuve Columbia.

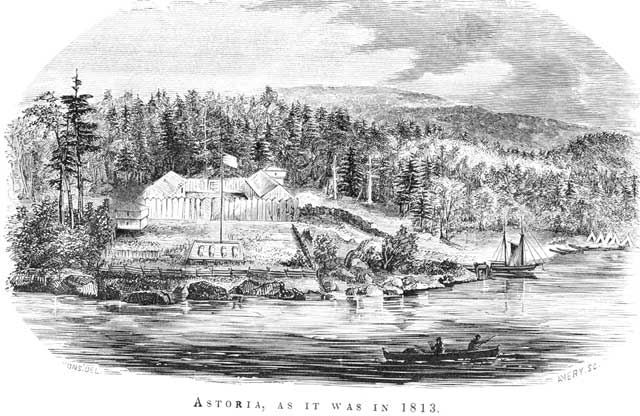
Fort Astoria
Carte postale de 1813

Finalement, après un mois passé à cet endroit, l’Isaac Todd part le premier avril et après trois semaines arrive à Fort Astoria à l’embouchure du fleuve Columbia le 22 avril 1813. Sur place, l’équipage se rend compte qu’Astoria est déjà devenue propriété britannique l’automne précédent et que l’Union Jack flotte au-dessus du modeste comptoir commercial, l’endroit ayant été rebaptisé Fort George  ,.
L’Isaac Todd est déchargé de son contenu : en plus des acquisitions faites dans la baie de San Francisco, la cargaison comprend, apportés d’Angleterre, des fournitures pour le commerce et des produits de luxe pour les partenaires de la CNO. Une fois le navire vidé, l’équipage charge à son bord des fourrures pour la Chine — celles de la CNO et celles acquises lors de l’achat de la Pacific Fur Company d’Astor. Le 22 juillet 1814, le supercargo Angus Bethune monte à bord, l’Isaac Todd étant chargé et prêt à prendre la mer. Cependant, le temps est inclément et ce n’est que le 26 septembre 1814 que les conditions lui permettent de quitter Fort George et d’entreprendre la traversée de l’océan Pacifique p. 585 en direction de Macao (Chine).
Il y a peu d’informations sur cette partie du voyage. Mais, il est connu que pendant son trajet transpacifique, l’Isaac Todd fait escale aux îles Sandwich (aujourd’hui Hawaï) pour se ravitailler en eau douce et en provisions.

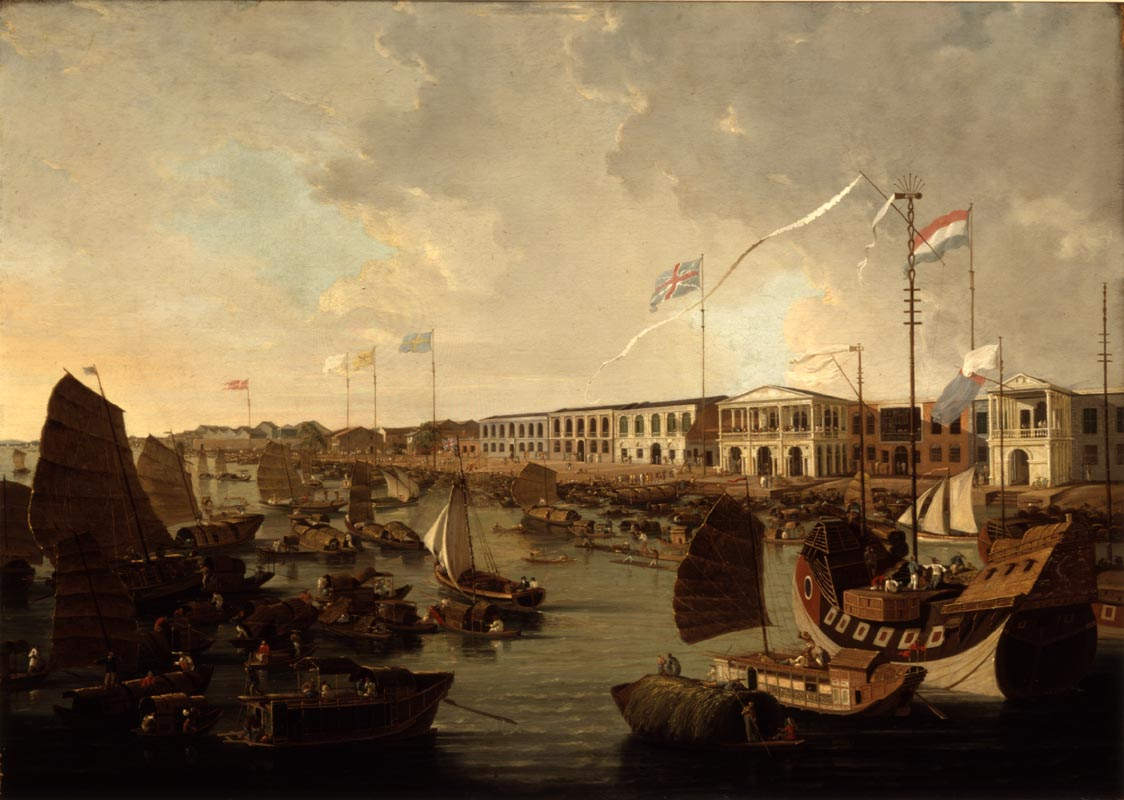
Canton (Guangzhou) — District des 13 usines des Européens sur la rivière des Perles (vers 1805-1810)

À la fin de l'année 1814, après plusieurs semaines en mer, l’Isaac Todd arrive à Macao pour commercer avec la Chine, ce qui est une première pour la CNO. Le capitaine Smith obtient le laissez-passer pour remonter jusqu’à Whampoa, lieu où les transactions commerciales avec les administrations de Canton ont lieu.
En Chine, l’Isaac Todd, comme navire marchand, est soumis à la Compagnie des Indes orientales (EIC) parce que « les commerçants britanniques ne pouvaient se rendre à Canton qu’avec la permission de cette compagnie et agir conformément à la discipline de la Compagnie. » , p. 253. Les règles sont très strictes envers les étrangers à Whampoa et, d’après le journal de bord de l'Isaac Todd, entre janvier et mars 1815, l’équipage du navire n’a obtenu que deux jours de permission à terre p. 587.
La licence de commerce avec la Chine émise par la EIC pour l’Isaac Todd oblige l’équipage de ce navire à rapporter à Londres une cargaison de trois cents tonnes composée de différents thés ainsi que de tissus nankeens (coton jaunâtre tissé à Nankin), cette cargaison appartenant à l’EIC p. 587. Après avoir terminé le chargement, l'Isaac Todd est prêt à repartir pour l’Angleterre.

### Océan Indien
L’Isaac Todd quitte Macao et continue sa circumnavigation en se dirigeant vers le sud, passant à travers les Indes orientales néerlandaises, puis vers l’ouest traversant l’océan Indien. Le navire franchit le cap de Bonne Espérance au sud de l’Afrique, le 17 juin 1815.

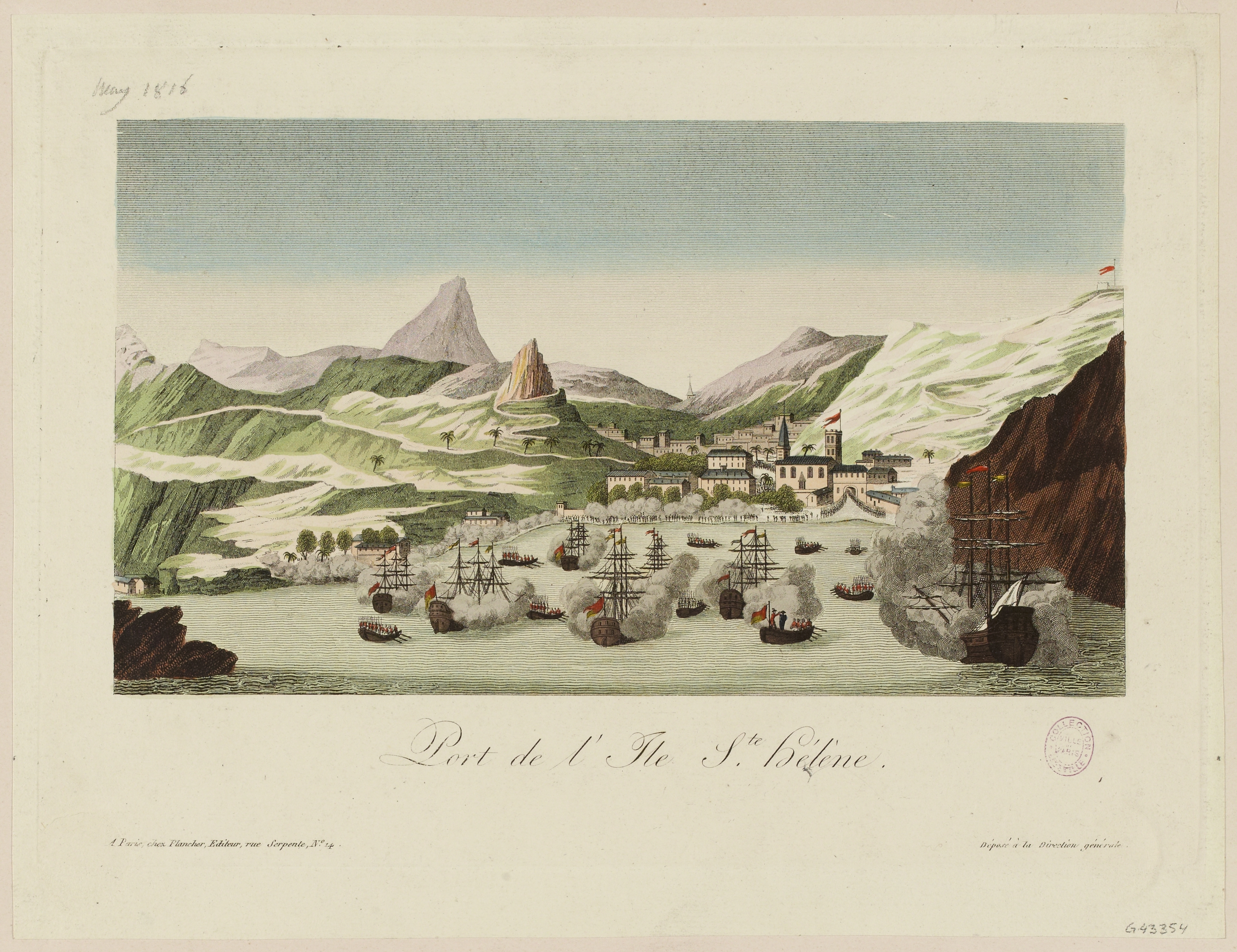
Port de l’île Sainte-Hélène, mai 1815

### Océan Atlantique
Après avoir franchi le cap de Bonne Espérance, l’Isaac Todd navigue vers le nord et le 17 juillet 1815, atteint l'île Sainte-Hélène, île où Napoléon 1er sera exilé trois mois plus tard.
Le navire arrive aux quais de la Compagnie britannique des Indes orientales à Londres, le 20 septembre 1815.

## Bilan

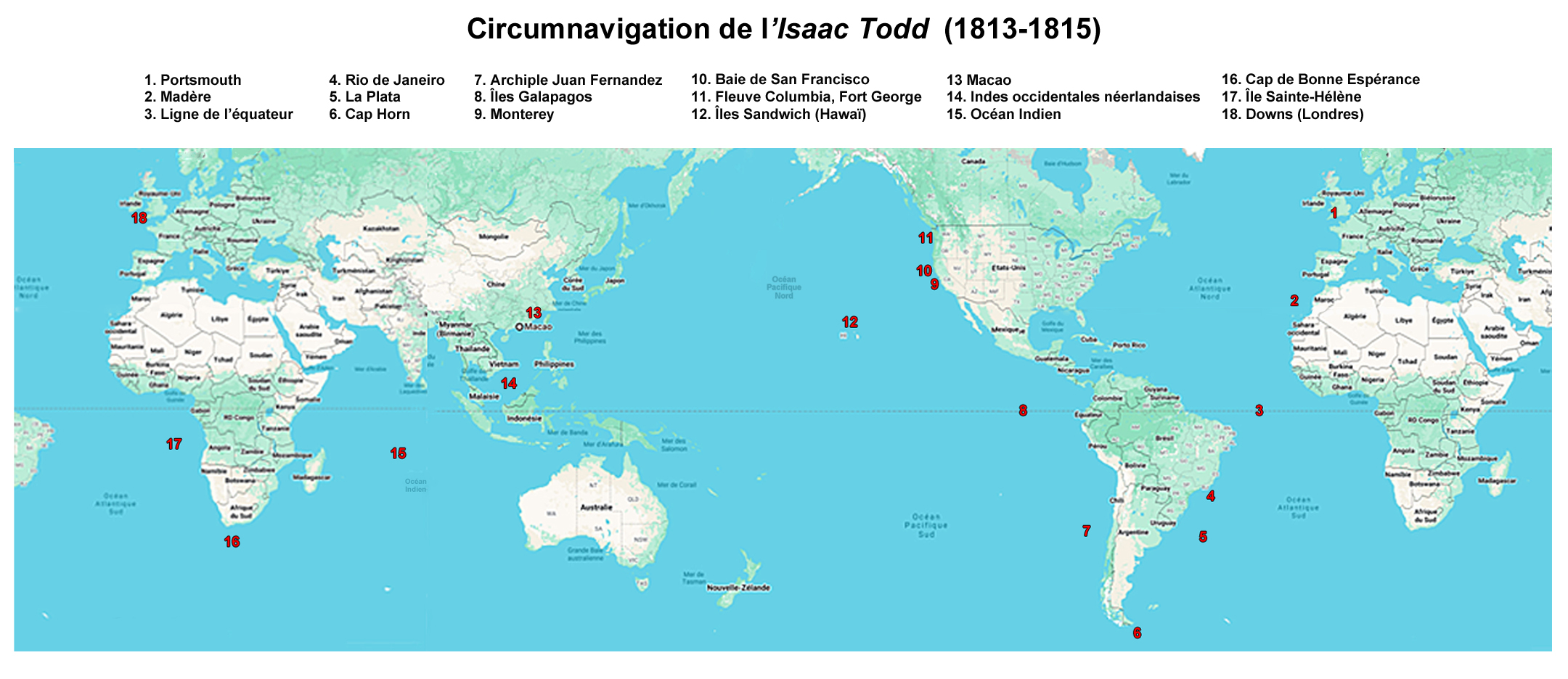
Trajet de l’Isaac Todd autour du monde, 1813-1815

À cause des limites imposées par la licence commerciale obtenue de la Compagnie britannique des Indes orientales, la Compagnie du Nord-Ouest est dans l’impossibilité de réaliser un profit de cette première expérience en Chine p. 587.
Toutefois, ce voyage, première instance du commerce transpacifique anglo-canadien avec la Chine, fait de l’Isaac Todd un bateau pionner dans ce domaine, p. 248.

## Destin
Après ce voyage, selon le Lloyd’s Register of Shipping, en 1816, l’Isaac Todd continue ses activités commerciales dans les mers du Sud (South Seas) et se rend à Trinidad avec comme capitaine Pinder (aussi écrit Pindas).
Après, il navigue surtout entre l’Angleterre et le Québec. En 1820, le navire subit des réparations importantes.
Le 15 juillet 1821, l’Isaac Todd quitte Londres en direction du Canada avec le capitaine M. Threw. Quand le bateau arrive au large de la péninsule de la Gaspésie, le 5 septembre de la même année, il rencontre une brume épaisse et essuie une violente tempête. Le navire heurte des rochers à Long Cove et il fait naufrage. Son équipage et les passagers sont sauvés, mais le bateau est une perte totale. Il est vendu pour la somme de 90 £ p. 590.

## Construction
Construit à Trois-Rivières au Québec en 1811, l’Isaac Todd possède une structure de bois couverte de cuivres. Il a trois-mâts et il est peint noir avec des bandes jaunes étroites sur les côtés. Il n’a qu’un seul pont et son tirant d’eau quand il est chargé est de 16 pieds. Il a une capacité de 350 tonnes. Au départ, il navigue avec un équipage de 17 à 25 personnes.

## Informations supplémentaires
| Année | Capitaine (s)    | Propriétaire(s)      | Activités commerciales                                            |
| ----- | ---------------- | -------------------- | ----------------------------------------------------------------- |
| 1812  | F. Smith         | McTavish             | Londres/Québec                                                    |
| 1813  | F. Smith         | McTavish             | Londres/Québec, South Seas & PBD (Patent boarding defence)        |
| 1814  | F. Smith         | McTavish             | Londres, South Seas & P.B.D. (Patent boarding defence)            |
| 1815  | F. Smith         | McTavish             | Londres, South Seas & P.B.D. (Patent boarding defence)            |
| 1816  | F. Smith, Pinder | McTavish et R. Mount | Londres, South Seas & Trinidad & P.B.D. (Patent boarding defence) |
| 1817  | Pinder, Smith    | aucune donnée        | Londres/Trinidad, Londres/Québec                                  |
| 1818  | A Smith          | R. Mount             | Londres/Québec, Halifax                                           |
| 1819  | A. Smith         | R. Mount             | Londres/Halifax                                                   |
| 1820  | A. Smith         | R. Mount             | Londres/Québec                                                    |
| 1821  | Dawson, Threw    | R. Mount             | Londres/Québec                                                    |